# Малые ГЭС Томской области
Имеются сведения о существовании в прошлом гидроэлектростанций в сёлах Подгорное, Первомайское, Парбиг, Батурино, Пудино.
Эти ГЭС обладали небольшой мощностью, но обеспечивали электроэнергией обычно по несколько населённых пунктов в сельских районах. После прокладки в 1970-е годы магистральных линий электропередачи, соединивших районы области с Единой энергосистемой страны и давших дешёвую электроэнергию, малые гидроэлектростанции были выведены из эксплуатации, их оборудование было демонтировано. Тем не менее, в некоторых местах до сих пор сохранились здания ГЭС и плотины.
Сооружения Иксинской ГЭС расположены в 5 км от села Подгорное, выше по течению реки Икса (приток Чаи). Строительство началось в 1949 году, в 1963 году ГЭС начала давать электроэнергию.
Есть сведения о ведении строительства гидроэлектростанции в 1946 году в селе Пышкино-Троицкое (ныне Первомайское).